# NemKonto
In Dänemark werden alle Zahlungen vom Staat an natürliche und juristische Personen nur über ein NemKonto abgewickelt, auch Easy Account genannt. Damit soll die elektronische Abwicklung für Behörden erleichtert und Betrug vorgebeugt werden.
Das NemKonto ist verpflichtend für alle Bürger, Unternehmen und Verbände. Denn fast jeder erhält Geld vom Staat, z. B. Kindergeld, Rente, Einkommenssteuerrückzahlungen, Studienkredite, Arbeitslosengeld, bei Firmen Mehrwertsteuererstattungen.
Es wurde Ende 2003 vom Parlament beschlossen und August 2005 eingeführt und sollte jährlich 100 Mio. dänische Kronen sparen (13 Mio. Euro).
Das NemKonto ist ein gewöhnliches Bankkonto, bei Privatpersonen meist das Gehaltskonto. Es ist das einzige, welches dem Staat für Zahlungen genannt wird. Dabei wird für natürliche Personen die Sozialversicherungsnummer (CPR-Nummer) und bei juristischen Personen die Handelsregisternummer (CVR-Nummer) abgeglichen.

## Auszahlungen von Privatunternehmen
Mitte 2007 wurde es Privatunternehmen erlaubt, das NemKonto für Zahlungen an Kunden, Mitarbeiter usw. zu nutzen. Dafür muss das Unternehmen die Berechtigung zur Verarbeitung von Sozialversicherungsnummern haben, z. B. (Renten-)Versicherungen, und den Empfänger vorab darüber informieren, dass er in Zukunft die Zahlungen an das NemKonto erhält. Der Empfänger kann dem aber widersprechen.